# World Tag Team Championship
Die World Tag Team Championship (zu deutsch Welt Teammeisterschaft) ist der höchste Titel, der im Tag Team Wrestling errungen werden kann. Hierbei treten die Wrestler in Zweierteams gegeneinander an.
Zum ersten Mal wurde er 1950 in San Francisco vergeben. Allerdings tauchten bereits 1953 (Chicago und Indianapolis) und 1954 (Georgia) weitere Tag-Team-Titel auf. 1960 gab es bereits 6 verschiedene Ligen, die behaupteten, den einzig wahren World-Tag-Team-Titel zu führen. Originellerweise waren sie allesamt in der National Wrestling Alliance zusammengeschlossen, der es allerdings nicht gelang, einen allgemein anerkannten Titel zu schaffen.
Insgesamt gab es mindestens 23 verschiedene World-Tag-Team-Titel, von denen die meisten allerdings nicht über einen regionalen Status herauskamen.

## Aktuelle World-Tag-Team-Titel
Derzeit gibt es sieben Ligen, die beanspruchen, den wahren World-Tag-Team-Titel zu führen.

### World Tag Team Title (WWE Version)
Am realistischsten ist dieser Anspruch vermutlich bei  World Wrestling Entertainment. Der dortige Titel wurde 1971 als World Wide Wrestling Federation Tag Team Title eingeführt. 1979 wurde die Liga in World Wrestling Federation umbenannt, und das „Wide“ im Titel fiel weg. 1983 verließ die Liga die NWA und wertete den Titel daraufhin zum World Title auf.

### NWA World Tag Team Title
Nachdem die diversen regionalen Promotionen die World Tag Team Title führten teilweise eingegangen waren und Teilweise den Verband verlassen hatten, führte die NWA 1995 einen einheitlichen World Tag Team Title ein. Dieser wurde zunächst vom Rock'n'Roll Express in einem Turnier gewonnen. Zwischen 2002 und 2007 wurde der Titel fast ausschließlich bei TNA verteidigt.

### TNA World Tag Team Title
TNA Wrestling war zwischen 2002 und 2007 die größte Promotion im NWA-Verband. Nach der Trennung von der NWA wurde ein TNA World Tag Team Titel geschaffen und in die Tradition des NWA World Tag Team Titels gestellt, der bis dato bei TNA verteidigt worden war.

### World Tag Team Title (All Japan Version)
Dieser Titel ist bei All Japan Pro Wrestling beheimatet. Er wurde 1988 aus dem PWF World Teag Team Title und dem NWA International Tag Team Title geschaffen. Er wurde von so namhaften Teams wie Stan Hansen & Ted DiBiase, Toshiaki Kawada & Akira Taue oder auch Terry Gordy & Steve Williams gehalten.

### WWA World Tag Team Title
Bei der WWA handelt es sich um eine mexikanische Liga. Der Titel wurde 1991 eingeführt, war zwischen 1997 und 2003 vakant und wird seitdem wieder ausgekämpft. Er war der erste Titel den der spätere WWE-Superstar Chris Jericho gewann. Er besiegte am 21. Juli 1993 unter dem Namen Corazon de Leon (Löwenherz) an der Seite von Dandy Silver King & El Texano.

### CMLL World Tag Team Title
Obgleich die CMLL bzw. EMLL bereits 1933 gegründet wurde, wurde der World Tag Team Title erst 1991 eingeführt. Er gilt als der wichtigste Tag-Team-Titel in Mexiko.

### ROH World Tag Team Title
Ring of Honor ist eine in Philadelphia beheimatete Wrestlingliga, die zwar unter Experten einen guten Ruf genießt, allerdings keine Breitenwirkung besitzt. Der Titel wurde 2002 eingeführt. Seitdem wurde er unter anderem von den Briscoe Brüdern und den Backseat Boyz gehalten.

## Wichtige ehemalige World Tag Team Titles

### AWA World Tag Team Championship
Der AWA World Tag Team Championship galt von 1960 bis Mitte der 1980er als einer der prestigeträchtigsten Gürtel abseits des Territorialstruktur der National Wrestling Association. Er wurde 1960 geschaffen, nachdem sich die American Wrestling Association von der National Wrestling Alliance abspaltete.
Langjährige Champions waren unter anderem Verne Gagne und Mad Dog Vachon, die Road Warriors, sowie Harley Race und Larry Henning.

### ECW World Tag Team Title
Der Titel wurde am 23. September 1992 als Eastern Championship Wrestling Tag Team Title eingeführt und im September 1994, als die ECW die NWA verließ, als Extreme Championship Wrestling World Tag Team Title weitergeführt. In der Folgezeit wurde er von namhaften Teams wie den Dudley Boys oder Chris Benoit & Dean Malenko gehalten. Der Titel existierte, bis die ECW aufgrund finanzieller Schwierigkeiten 2001 geschlossen wurde.

### WCW World Tag Team Championship
Die Geschichte des WCW-World-Tag-Team-Titels begann im Jahre 1953. In diesem Jahr wurde in der NWA Mid-Atlantic von Jim Crockett Sr. der Southern Tag Team Title eingeführt. Dieser wurde in den folgenden Jahren George P. Becker getragen, der ihn mit wechselnden Partnern sechzehnmal erringen konnte. Andere Champions waren die Von Erichs, die Vachons oder die Von Brauners.
1969 ging der Titel im kurz vorher geschaffenen Atlantic Coast Tag Team Title auf. Dieser wurde bis 1973 von George P. Becker & Johnny Weaver und den Andersons (Gene & Ole) dominiert, die ihn jeweils viermal gewinnen konnten.
Zu diesem Zeitpunkt wurde der Titel zugunsten des NWA World Tag Team Title [Mid Atlantic Version] abgeschafft. Dieser stieg in den 1980er Jahren durch Träger wie die Road Warriors, den Midnight Express oder die Fabulous Freebirds zu einem der wichtigsten Tag-Team-Titel auf.
1990 wurde der Titel in WCW World Tag Team Title umbenannt. Zwischen Juli 1992 und September 1993 wurde er in Personalunion mit dem zwischenzeitlich anderweitig vergebenen NWA World Tag Team Title geführt, ehe sich die WCW von der NWA lossagte.
Nachdem die WWF die WCW kaufte, ging er am 18. November 2001 im WWF-World-Tag-Team-Titel auf.